# Homoscleromorpha
Classe
Ordre
Familles de rang inférieur
- Plakinidae Schulze, 1880
- Oscarellidae Lendenfeld, 1887

Les homoscléromorphes (Homoscleromorpha) forment une classe de l'embranchement des Porifères (les éponges), qui contient l'unique ordre des Homosclerophorida, divisé en deux familles. 
Sa position exacte au sein de l'embranchement n'est pas encore certaine. Malgré cela, des études de phylogénies moléculaires ont clairement montré que les homoscléromorphes ne sont pas des démosponges et forment donc une classe d'éponges bien à part.
Cette classe présente différents éléments qui tendent à la faire rapprocher de tous les eumétazoaires, alors qu'aujourd'hui on les classe dans les parazoaires.

## Description
Contrairement aux éponges calcaires et aux éponges siliceuses, on retrouve un squelette qui varie en fonction des genres. Il peut donc être en carbonate de calcium (CaCO3) ou en silice (SiO2).
- On retrouve une lame basale avec des fibrilles de collagène qui est absente chez les autres porifères mais présente chez tous les eumétazoaires.
- Perte des archaeocytes.

Cependant, il présente des caractères communs avec les autres porifères comme :
- Présence de choanocytes servant à filtrer l'eau.
- Alimentation microphage.
- Absence de tube digestif et d'orifice digestif (digestion intracorporelle).

## Taxons de rang inférieur (familles et genres)
Selon World Register of Marine Species (1er mars 2016) :
- ordre Homosclerophorida Dendy, 1905
  - famille Oscarellidae Lendenfeld, 1887
    - genre Oscarella Vosmaer, 1884
    - genre Pseudocorticium Boury-Esnault, Muricy, Gallissian & Vacelet, 1995

  - famille Plakinidae Schulze, 1880
    - genre Corticium Schmidt, 1862
    - genre Placinolopha Topsent, 1897
    - genre Plakina Schulze, 1880
    - genre Plakinastrella Schulze, 1880
    - genre Plakortis Schulze, 1880
    - genre Plakostrella Gazave, Lapébie, Ereskovsky, Vacelet, Renard, Cardenas & Borchiellini, 2012
    - genre Tetralophophora Rützler, Piantoni, van Soest, Díaz, 2014
    - genre Tetralophosa Gazave, Lapébie, Ereskovsky, Vacelet, Renard, Cardenas & Borchiellini, 2012

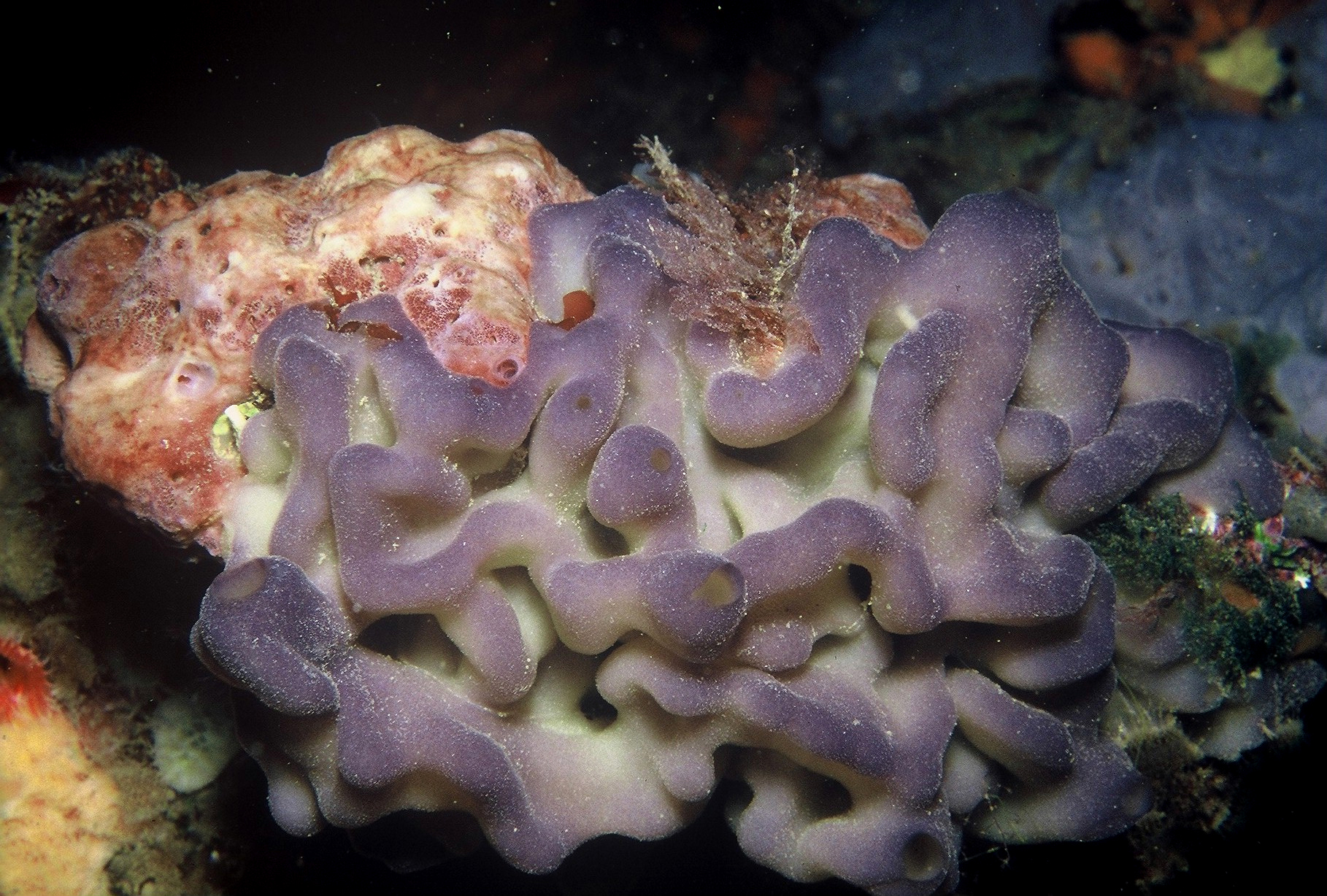
Oscarella lobularis (Plakinidae)
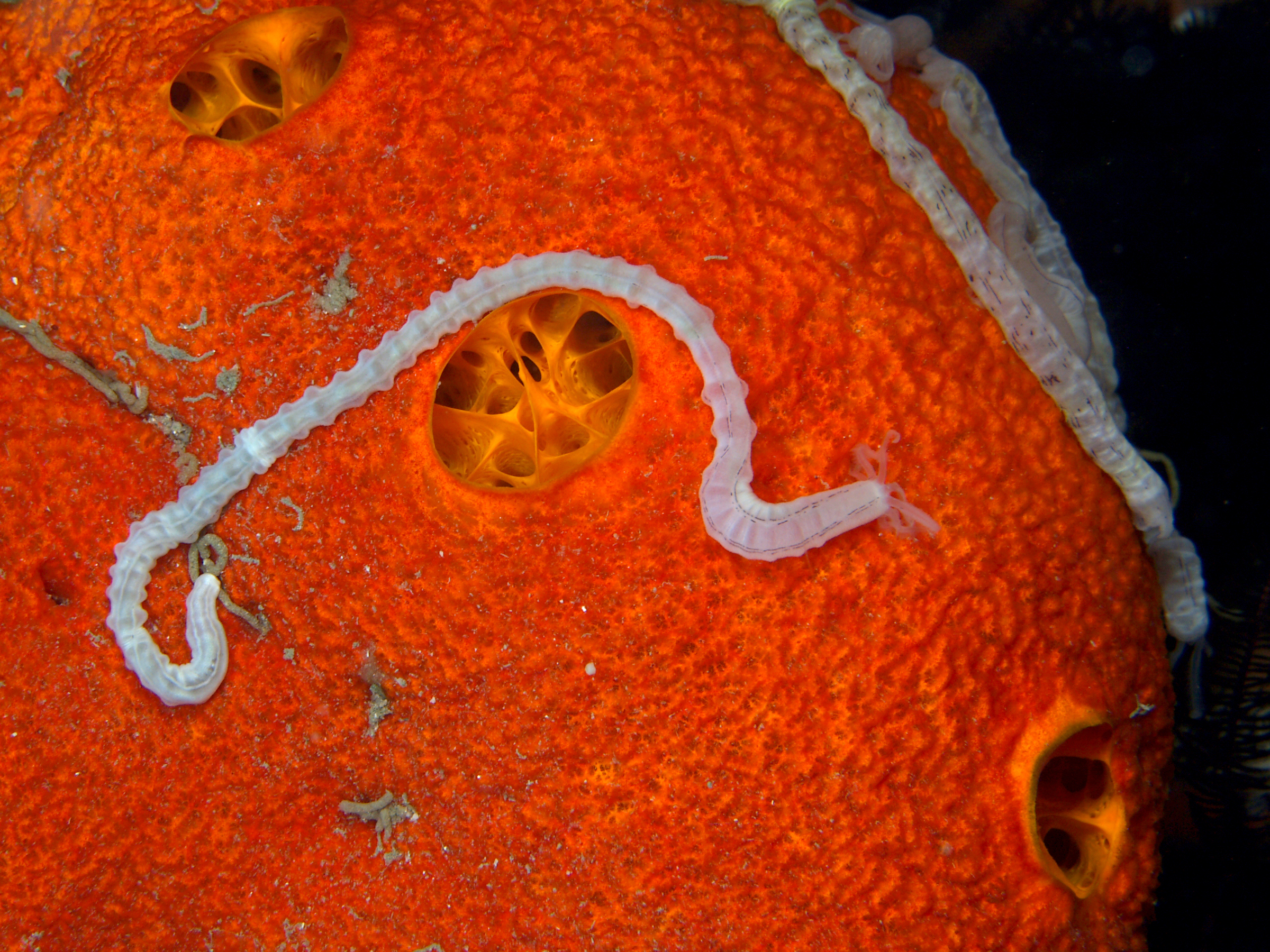
Plakortis sp. (Plakinidae)